# Caryčanský rajón
Caryčanský rajón (ukrajinsky Царичанський район) byl rajón v Dněpropetrovské oblasti na Ukrajině. Hlavním městem byla Caryčanka a rajón měl přibližně 27 tisíc obyvatel. 

## Sídla v rajónu
- Caryčanka